# Holcombe, Wisconsin
Holcombe är en ort i Chippewa County i delstaten Wisconsin, USA.